# Ses grands succès en italien
Ses grands succès en italien è una raccolta postuma della cantante italo-francese Dalida, pubblicata nel 1992 da Carrere Music.
Contiene venti brani di Dalida in lingua italiana.

## Tracce
1. Aranjuez la tua voce
2. L'ultimo valzer
3. Cominciamo ad amarci
4. Piove (Ciao ciao, bambina)
5. Come prima
6. Uno a te, uno a me
7. Pezzettini di bikini
8. Arlecchino gitano
9. Gli zingari
10. Mama
11. La danza di Zorba
12. Bang bang
13. Il silenzio
14. Oh lady Mary
15. Non è più mia la canzone
16. Quelli erano giorni
17. Ciao amore, ciao
18. Mediterraneo
19. 18 anni
20. Gigi l'amoroso (versione in italiano)